# Okiöarna

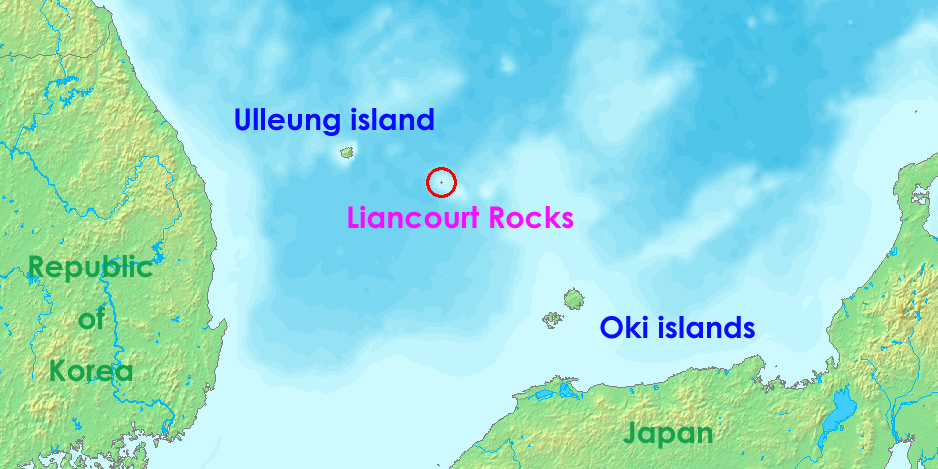
Lägeskarta

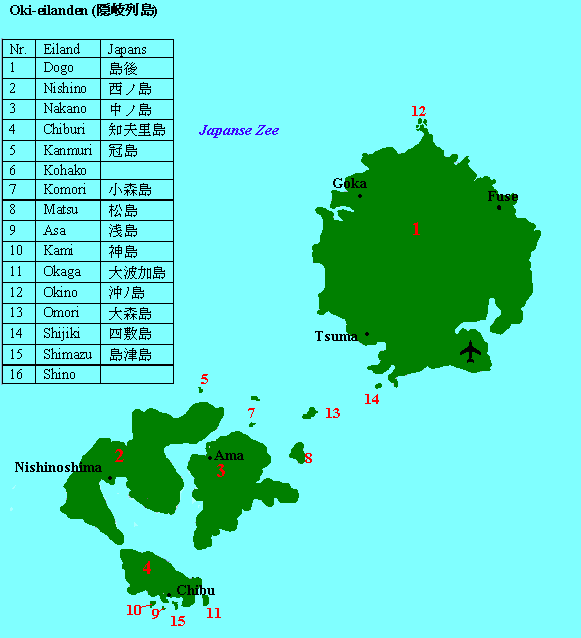
Okiöarna

Okiöarna (japanska: 隠岐諸島?, Oki-shotō; även 隠岐群島, Oki-guntō) är en ögrupp i sydvästra Japanska havet som tillhör Japan.

## Geografi
Okiöarna ligger mellan cirka 40 till 80 kilometer norr om Japans huvudö Honshu.
Ögruppen är av vulkaniskt ursprung och har en total areal om cirka 346,1 km² och består av sammanlagt 16 öar. Den högsta punkten är Damanji-berget, 608 m ö.h. som ligger på Dōgoön.
De största bebodda öarna är:
- Dōgo (島後), huvudön, ca 243 km², nordöst om de s.k. Dōuzenöarna med
- Chiburishima (知夫里島), ca 14 km²
- Nakanoshima (中ノ島), ca 33 km²
- Nishinoshima (西ノ島), ca 56 km²

Befolkningen uppgår till ca 18 500 invånare fördelat på fyra kommuner:
- Okinoshima-chō (Okinoshima köping), omfattar hela Dōgoön och kringliggande småöar med bl.a. Okinashima, Obanashima, Tsunameshima, Shijikijima och Ombeshima, ca 13 000 invånare, kommunen förvaltar även de omstridda Liancourtöarna, på japanska Takeshima.
- Chibu-mura (Chibu by), omfattar hela ön Chiburishima och kringliggande småöar, bland annat Okagashima, Shimazujima, Asashima och Kamishima, ca 600 invånare.
- Ama-chō (Ama köping), omfattar hela ön Nakanoshima och kringliggande småöar, bland annat  Omorijima och Matsushima, ca 2 300 invånare.
- Nishinoshima-chō (Nishinoshima köping), omfattar hela ön Nishinoshima och kringliggande småöar, bland annat Hoshikamijima, Futamatajima och Okazuroshima, ca 2 600 invånare.

Förvaltningsmässigt utgör ögruppen Oki subprefektur (Oki-shichō) i Shimane prefektur. Öarna utgör också en del i nationalparken Daisen-Oki nationalpark.
Oki flygplats (flygplatskod: OKI) har kapacitet för lokalt flyg och ligger på Dōgos sydöstra del. Det finns även regelbundna färjeförbindelse med hamnstaden Yonago på fastlandet.

## Historia
Det är osäkert när öarna upptäcktes men de har varit bebodda sedan flera tusen år och omnämns redan i böckerna Kojiki och Nihonshoki.
Redan under Naraperioden på 700-talet användes öarna som exilort. I slutet på 1100-talet skickades kejsare Go-Toba i exil på Dōgo, där han blev kvar till sin död år 1239. Åren 1331 till 1333 tillbringade även kejsare Go-Daigo i exil på Nishino-shima.
Sedan Kamakuraperioden i slutet på 1100-talet förvaltades området som "Oki no kuni" (Oki provins) av en shugo (guvernör) från Izumoprovinsen.
Från Ashikagaperioden i mitten på 1300-talet och fram till Sengokuperioden i slutet på 1500-talet styrdes området av olika klaner.
Under Edoperioden tog Tokugawaklanen makten och området underställdes shogunen. Öarna var under denna tid mellanlandningsplats för handelsfartyg till övriga Asien.
1871 blir öarna först del i Tottori prefektur och övergår 1881 till Shimane prefektur.
Den 1 oktober 2004 slogs köpingen Saigō och byarna Fuse, Goka och Tsuma ihop till förvaltningsenheten Okinoshima köping.